# Wilhelm Andersen
Wilhelm Andersen (* 5. Februar 1911 in Schrepperie; † 8. September 1980 in Neuendettelsau) war ein lutherischer Theologe und von 1956 bis 1976 Professor für Systematische Theologie an der Augustana-Hochschule in Neuendettelsau.

## Leben
Nach dem Abitur, das er in Flensburg 1930 ablegte, studierte Andersen bis 1934 Theologie in Rostock, Göttingen, Tübingen, Bonn und Kiel. Er hörte u. a. bei Ernst Wolf, Emanuel Hirsch, Karl Heim, Ernst Haenchen, Hans Engelland, Karl Fezer, Karl Barth und Hanns Rückert. Seine Examensarbeit erweiterte er später zu einer Dissertation, die 1939 an der Universität Tübingen angenommen wurde. Während des Studiums engagierte er sich in der Deutschen Christlichen Studentenvereinigung. Nach dem Studium wurde er Vikar in Breklum, wo er enge Kontakte zur Breklumer Mission knüpfte. Im Herbst 1935 legte Andersen vor einem Prüfungsausschuss der Bekennenden Kirche das zweite Examen ab. Am 26. Oktober 1935 wurde er in Harburg von August Marahrens ordiniert. Aus medizinischen Gründen konnte er nicht seinem Wunsch nachgehen, Missionar in Indien zu werden und wurde stattdessen Hilfsprediger im Reisedienst der Breklumer Mission. Pfingsten 1936 wurde Andersen Pastor in Tetenbüll. 1940 wurde er als Soldat eingezogen, verbrachte den Krieg zum Großteil in Norwegen und kehrte anschließend zunächst auf seine alte Pfarrstelle zurück. 1946 wurde er Lehrer am Seminar für missionarischen und kirchlichen Dienst in Breklum. 1956 bekam er eine Berufung auf den Lehrstuhl für Systematische Theologie in Neuendettelsau, wo er bis 1976 blieb. Von 1957 bis 1971 amtierte er nach Georg Merz als der zweite Rektor der Hochschule. Nebenamtlich erteilte Andersen über zehn Jahre lang den Glaubenslehre-Unterricht am Katechetischen Seminar des Diakonissenhauses Neuendettelsau.

Wilhelm Andersen vertrat eine trinitarische Theologie, die das Handeln des dreieinigen Gottes in Schöpfung, Erlösung und verheißener Vollendung in den Mittelpunkt stellte. Drei Sätze aus seiner Dissertation Der Existenzbegriff und das existentielle Denken in der neueren Philosophie und Theologie drücken Andersens theologisches Denken in nuce aus: 
„Theologisches Denken muß immer an der Schrift orientiert und formal Schriftauslegung sein.“ – „Der Theologe hat in der heutigen Kirche zu der heutigen Kirche zu reden, ohne nach der Stimme der Zeit, sondern nach der Stimme Gottes für die Zeit zu fragen.“ – „Die Haltung des Gebetes ist die einzig sachgemäße Haltung des Menschen, in der solches Denken geschehen kann.“
Andersen war verheiratet mit Ilse, geb. Langlo und hatte mit ihr neun Kinder.
Am 21. Mai 1974 wurde ihm der Bayerische Verdienstorden verliehen.

## Schriften
- Der Existenzbegriff und das existentielle Denken in der neueren Philosophie und Theologie (Beiträge zur Förderung christlicher Theologie, 42, 1), Gütersloh 1940, 217 S.
- Möglichkeiten und Grenzen einer Abendmahlsgemeinschaft heute (Theologische Existenz, N.F., 7), München 1947, 47 S.
- Vom Lob der Taufe. Ein Beitrag zum gegenwärtigen theologischen Gespräch über eine rechte biblische Tauflehre und eine neue kirchliche Taufordnung (Kirchlich-theologische Hefte, 11), München 1950, 93 S.
- Die Bibel als Wort Gottes (Bekennende lutherische Kirche, 12), Neuendettelsau 1953, 23 S.
- Das wirkende Wort. Theologische Berichte über die Vollversammlung des Lutherischen Weltbundes Hannover 1952, München 1953.
- Auf dem Wege zu einer Theologie der Mission. Ein Bericht über die Begegnung der Mission mit der Kirche und ihrer Theologie (Beiträge zur Missionswissenschaft und evangelischen Religionskunde, 5), Gütersloh 1957, 48 S. [auch: Evangelische Verlagsanstalt Berlin-Ost 1958]
- als Hrsg.: Das Wort Gottes in Geschichte und Gegenwart. Theologische Aufsätze von Mitarbeitern an der Augustana-Hochschule in Neuendettelsau, München 1957.
- mit F. W. Kantzenbach und G. F. Vicedom: Lutherische Stimmen zur Frage der Atomwaffen (Theologische Existenz heute, Neue Folge, Heft 67), München 1958.
- Jesus Christus und der Kosmos (Christus und die Welt, Nr. 13), Bad Salzuflen 1963.
- Der Gesetzesbegriff in der gegenwärtigen theologischen Diskussion. Überlegungen zu G. Ebeling, München 1963, 55 S.
- Ihr seid zur Freiheit berufen. Gesetz und Evangelium nach biblischem Zeugnis, Neukirchen-Vluyn 1964, 75 S.
- als Hrsg.: Vom Dienst der Theologie an Amt und Gemeinde. Aufsätze und Vorträge von den Dozenten der Augustana-Hochschule und des Pastoralkollegs, München 1965, 144 S.
- Die biblische Auferstehungsbotschaft als Frage an unseren Gottesglauben (Arbeiten zur Theologie, Heft 33), Stuttgart 1967.
- Der herausgeforderte Glaube. Ein Beitrag zur theologischen Grundlagenbesinnung heute, Breklum 1972, 169 S.